# 팔 길이

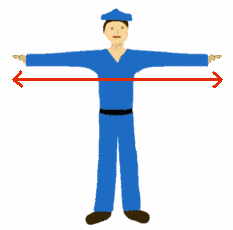

팔 길이(Arm span), 또는 도달 거리(reach)는 어깨 높이에서 지면과 평행하게 들어올렸을 때 개인 팔의 한쪽 끝( 손가락 끝에서 측정)에서 다른 쪽 끝까지의 길이를 90° 각도에서 물리적으로 측정한 길이다.  팔 길이는 일반적으로 사람의 키와 매우 가깝다. 팔 길이에서 키를 가장 잘 예측하려면 연령, 성별 및 민족을 고려해야 한다. 팔경간은 때때로 신장 측정이 필요할 때 사용되지만 측만증, 골다공증, 절단 또는 침대나 휠체어에 갇힌 사람들과 같은 등이나 다리의 이상으로 인해 전통적인 운동계에 서거나 벽에 기대어 설 수 없다. 다른, 가능하면 더 정확한 측정 기술은 무릎 길이 또는 가능하면 다시 펴지는 길이를 포함시킨다.
키가 감소하면 키에 대한 팔 길이의 비율이 증가하기 때문에 높이에 대한 높이 비율이 크면 노화 또는 척추 상태로 인한 자세 변화와 같은 수직 키 손실을 초래한 퇴행성 디스크 질병 과 같은 건강 문제의 지표가 될 수 있다.

## 같이 보기
- 인체
- 마르판 증후군